# Cinevillaggio

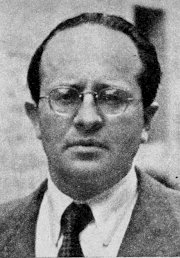
Ferdinando Mezzasoma, ministro della cultura popolare della RSI

Il Cinevillaggio o anche Cineisola fu una struttura per la produzione cinematografica, sorta a partire dall'autunno del 1943, dopo l'Armistizio di Cassibile, per iniziativa del Ministero della cultura popolare della Repubblica Sociale Italiana (RSI), diretto da Ferdinando Mezzasoma come alternativa al complesso romano di Cinecittà.

## La storia
(Giorgio Venturini, direttore generale per la Cinematografia della RSI)

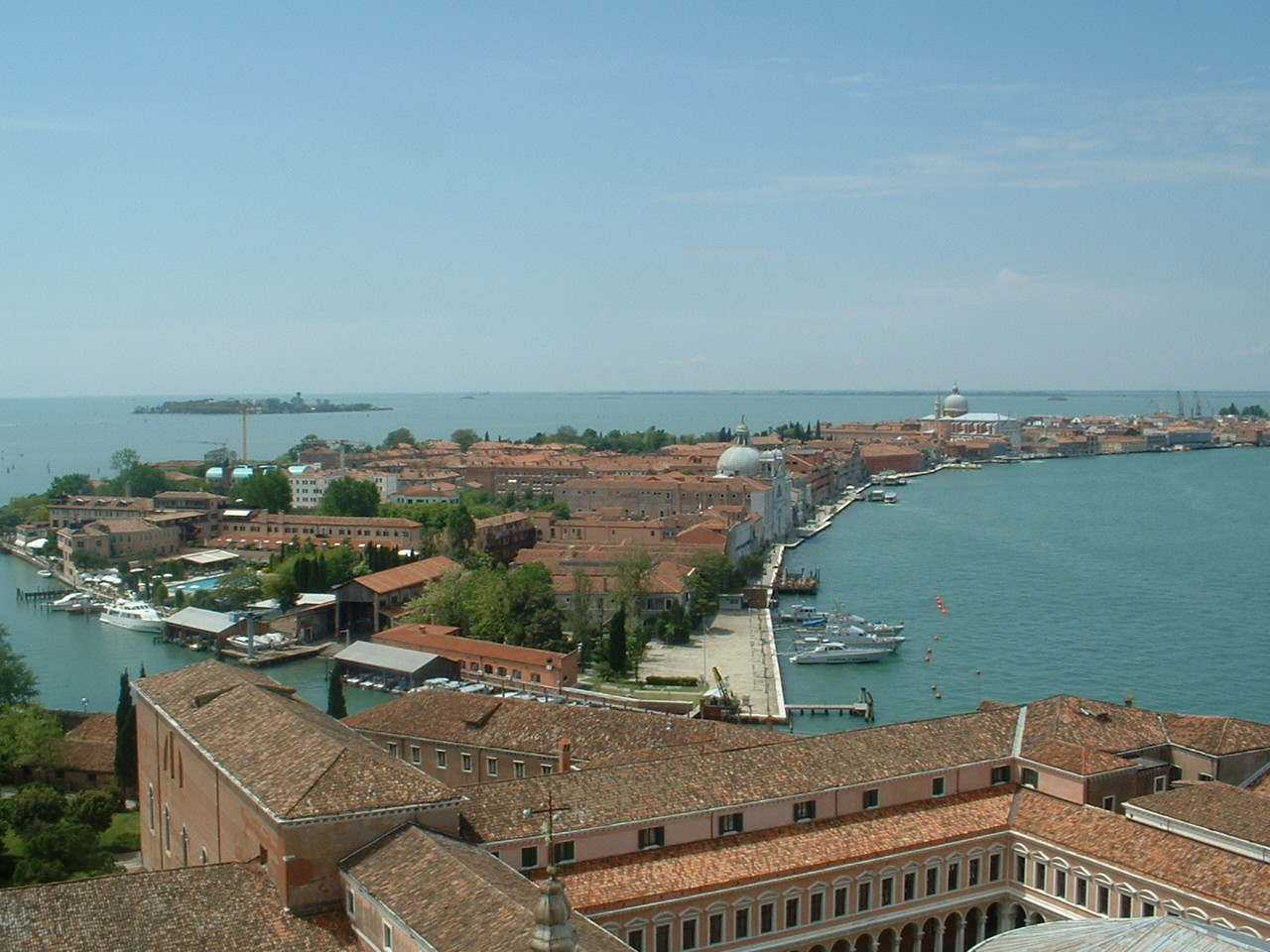
La Giudecca (Venezia), sede principale del Cinevillaggio

Il Cinevillaggio ebbe sede principalmente a Venezia, con allestimenti di fortuna, nella zona della Giudecca e nei locali della Biennale di Venezia, ma anche negli studi della Fert di Torino, del Kursaal di Montecatini Terme ed anche in alcuni stabilimenti allestiti a Budrio.
Nelle intenzioni dei suoi promotori la nuova struttura doveva ospitare nel territorio della RSI le maestranze e le apparecchiature degli stabilimenti romani di Cinecittà, danneggiati dai bombardamenti alleati e trasformati in campo di concentramento. Il Cinevillaggio avrebbe consentito la continuazione della produzione cinematografica, anche in un'ottica di propaganda e costruzione del consenso. A questo riguardo è necessario ricordare che lo stesso Mussolini manifestò sempre grande interesse, utilizzandoli abilmente, verso i nuovi mezzi di comunicazione (radio, cinema e cinegiornali).
Il Cinevillaggio aveva l'obiettivo di realizzare circa venti film all'anno, obiettivo che nella pratica fu impossibile raggiungere per le vicende belliche: strutture non adeguate, carenza di materiali (come la stessa pellicola cinematografica), difficoltà nei trasporti e nell'approvvigionamento energetico e la riluttanza della maggior parte dei registi e degli attori italiani che, sollecitati a trasferirsi nelle nuove strutture del Nord, preferirono rendersi irreperibili in attesa di tempi migliori.
Fra quelli che aderirono vi furono gli attori Osvaldo Valenti, Luisa Ferida, Mino Doro, Salvo Randone, Emma Gramatica, Doris Duranti, Roberto Villa e i registi Giorgio Ferroni, Francesco De Robertis, Piero Ballerini, Mario Baffico.
Dall'autunno del 1943 alla caduta della Repubblica Sociale Italiana nella primavera del 1945 furono prodotti diciassette film a Venezia (altri sette furono prodotti a Torino e quattro in altre località) mentre altri, iniziati, videro interrotta la loro lavorazione con la fine del conflitto, senza essere più ripresa.

## La produzione
Film prodotti completati (elenco parziale):
- Enrico IV, di Giorgio Pàstina, con Clara Calamai e Osvaldo Valenti, 1943;
- Marinai senza stelle, di Francesco De Robertis, con Antonio Gandusio, 1943;
- Fiori d'arancio, di Hobbes Dino Cecchini, con Luigi Tosi, Andreina Carli, Carlo Micheluzzi, Giuliana Pinelli, Gianni Cavalieri, Bianca Doria 1944[6];
- La locandiera, di Luigi Chiarini, con Luisa Ferida, Osvaldo Valenti, Paola Borboni, 1944;
- Aeroporto, di Piero Costa, con Armando Ferrara, Anna Arena, Elio Steiner, Luisa Cei, 1944;
- Fatto di cronaca, regia di Piero Ballerini, con Osvaldo Valenti, Luisa Ferida, Attilio Dottesio, Cesco Baseggio, Milena Penovich 1944[7];
- Senza famiglia - Ritorno al nido, di Giorgio Ferroni, con Luciano De Ambrosis, Elio Steiner, Erminio Spalla, Bianca Doria, Mariù Pascoli, 1944[8];
- Peccatori, di Flavio Calzavara, con Memo Benassi, Renato Bossi, Anna Capodaglio, Elena Zareschi, 1944;
- Il processo delle zitelle, di Carlo Borghesio, con Roberto Villa, Carlo Dapporto, 1944;
- Ogni giorno è domenica, di Mario Baffico, con Giuliana Pinelli, Renato Bossi, Emilio Baldanello, Olga Solbelli, 1944[9];
- Vivere ancora, di Francesco De Robertis, con Nuto Navarrini, Tito Schipa, Carlo Dapporto, 1944[10];
- L'ultimo sogno, di Marcello Albani, con Luisella Beghi, Memo Benassi, Piero Carnabuci, Nada Fiorelli, 1944[11];
- Rosalba, di Max Calandri e Ferruccio Cerio, con Doris Duranti, Tito Schipa, Giorgio Piamonti, Silvia Manto, 1944[12];
- La gondola del diavolo, di Carlo Campogalliani, con Alfredo Varelli, Loredana, Erminio Spalla, Flora Marino, 1944[13];
- Posto di blocco, di Ferruccio Cerio, con Nada Fiorelli, Franco Castellani, Angelo Dessy 1945[14];
- L'angelo del miracolo, di Piero Ballerini, con Emilio Baldanello, Milena Penovich, Attilio Dottesio, Emma Gramatica, Cesco Baseggio, Luciano De Ambrosis 1945[15];
- Casello n. 3, regia di Giorgio Ferroni, con Luigi Tosi, Luciano De Ambrosis, Emilio Baldanello, Emilio Micheluzzi 1945;[15]
- Si chiude all'alba, regia di Nino Giannini, con Mino Doro, Germana Paolieri, Romolo Costa, Maria Luisa Reda 1945;[16]
- Il tiranno di Padova, di Max Neufeld, con Carlo Lombardi, Clara Calamai, Elsa De Giorgi, Alfredo Varelli, 1945[17];
- La vita semplice, di Francesco De Robertis, con Giulio Stival, Anna Bianchi, Luciano De Ambrosis, Maurizio D'Ancora, 1945[13][18];
- Trent'anni di servizio di Mario Baffico, con Emilio Baldanello, Bianca Doria, Cesco Baseggio, Margherita Seglin, Andreina Carli, 1945[15];
- Sangue a Ca' Foscari, di Max Calandri, con Massimo Serato, Inge Borg, Silvia Manto, Loredana, Carlo Micheluzzi, Carlo Lombardi, 1945[19].